# Hafen von Cotonou
Der Hafen von Cotonou (französisch Port de Cotonou) ist ein Seehafen in der beninischen Küstenstadt Cotonou. Er ist der größte Hafen des Landes. Er wird von der Port Autonome de Cotonou betrieben. Über den Hafen Cotonous läuft neben der Versorgung Benins ein großer Teil des Warentransports für die Binnenstaaten Niger und Burkina Faso, aber auch für Nigeria und Tschad. Der Haushalt des Staates Benin wird zu etwa 75 Prozent aus Steuereinnahmen finanziert, von denen etwa 45 Prozent aus Zolleinnahmen stammen. Von diesen Zolleinnahmen generiert der Hafen Cotonou etwa 80 Prozent. Dies bedeutet, dass der Hafen Cotonous zu mehr als einem Viertel zum Staatshaushalt Benins beiträgt.

## Lage und Anbindung
Der Hafen liegt im äußersten Süden Benins am Golf von Guinea beziehungsweise an der Bucht von Benin am Atlantischen Ozean. Cotonou ist über internationale Fernstraßen mit den Nachbarländern verbunden, über die der Warentransport läuft. 750 Meter nördlich des Hafens befindet sich der Güterbahnhof der Stadt.